# Kanton Amiens 6e (Sud)
Kanton Amiens 6e is een voormalig kanton van het Franse departement Somme. Kanton Amiens 6e maakte deel uit van het arrondissement Amiens. Het werd opgeheven bij decreet van 26 februari 2014 met uitwerking vanaf 2015.

## Gemeenten
Het kanton Amiens 6e omvat de volgende gemeente:
- Amiens (deels, hoofdplaats)